# Ernst W. Wies
Ernst Wilhelm Wies (ur. 6 września 1922 w Kolonii, zm. 14 kwietnia 2012) – niemiecki historyk mediewista.
Specjalizował się w historii średniowiecza, zwłaszcza w dziejach Niemiec w epoce Hohenstaufów.

## Wybrane publikacje
- Karl der Große - Kaiser und Heiliger, Esslingen 1986, ISBN 3-7628-0453-2
- Otto der Große - Kämpfer und Beter, Esslingen 1989, ISBN 3-7628-0483-4
- Kaiser Friedrich Barbarossa - Mythos und Wirklichkeit, Esslingen 1990, ISBN 3-7628-0494-X
- Geschichten vom Lago Maggiore, Esslingen 1991
- Elisabeth von Thüringen - Die Provokation der Heiligkeit, Esslingen 1993, ISBN 3-7628-0520-2
- Friedrich II. von Hohenstaufen - Messias oder Antichrist, Esslingen 1994, ISBN 3-7628-0527-X
- Kaiser Heinrich IV. - Canossa und der Kampf um die Weltherrschaft, Esslingen 1996, ISBN 3-7628-0537-7
- Bei meiner Seele Seligkeit - Lothar II und sein Traum vom karolingischen Reich, Esslingen 1998, ISBN 3-7628-0547-4
- Albrecht Dürer, Esslingen 2000, ISBN 3-7628-0562-8
- Neue Geschichten vom Lago Maggiore, Esslingen, 2002, ISBN 3-7628-0567-9
- Kaiser Maximilian - Ein Charakterbild, Esslingen 2003, ISBN 3-7628-0570-9

## Publikacje w języku polskim
- Karol Wielki: cesarz i święty, przeł. Maria Skalska, Warszawa: Państwowy Instytut Wydawniczy 1996, 2016.
- Fryderyk Barbarossa: mit i rzeczywistość, przeł. Witold Radwański, Warszawa: Państwowy Instytut Wydawniczy 1996.
- Cesarz Henryk IV: Canossa i walka o panowanie nad światem, przeł. Paweł Kaczorowski, Warszawa: Państwowy Instytut Wydawniczy 2000.
- Cesarz Fryderyk II: mesjasz czy antychryst, przeł. Jacek Antkowiak, Warszawa: Państwowy Instytut Wydawniczy 2002.